# بطولة ويمبلدون 1925
قائمة ببطولات ويمبلدون لسنة 1925:

## فردي رجال
رينيه لاكوست هزم  جان بورترا . النتيجة: 6-3 6-3 4-6 8-6

## فردي سيدات
سوزان لنغلن هزمت  جوان فري لايكمان. النتيجة: 6-2, 6-0